# Zastal 1L
1L (31W) — typ chłodniczych wagonów-lodowni, produkowanych przez fabryki Zastal w Zielonej Górze i Fabrykę Wagonów i Maszyn w Sanoku po II wojnie światowej, w latach 1947–1949 dla Polskich Kolei Państwowych.

## Konstrukcja
Parametry wagonów chłodni typu 31W (1L) bazowały na rozwiązaniach wagonu E-1, produkowanego w Polsce w latach 20. i 30. XX wieku.
Konstrukcja pudła i ostoi była spawana. Zewnętrzne pokrycie wykonano z pionowo umocowanych desek, oszalowanie drewniane pokryte było ocynkowaną blachą. Izolację termiczną stanowiły płyty korkowe.
Dwuskrzydłowe drzwi miały wymiary 1106x1810 mm. Otwory do ładowania lodu umieszczono w dachu. Na ścianach szczytowych umieszczono drabinki, natomiast na dachu osłonę przeciwsłoneczną. Zestawy kołowe na łożyskach ślizgowych miały czopy o średnicy 115 mm.

### Zmiany w trakcie eksploatacji
W okresie eksploatacji wagony były poddawane wielu przebudowom. Wykonano między innymi nową konstrukcją ścian z zewnętrznymi słupkami i poziomym ułożeniem desek, a niektórych egzemplarzach poszycie z blachy. Likwidowano drabinki i luki dachowe do ładowania lodu, zastępując je otworami w bocznych ścianach. Usuwano także osłonę dachową.
Część wagonów przebudowano na wagony komorowe bez pojemników na lód, kilkadziesiąt zostało przystosowanych do pracy w zespołach chłodniczych.

## Zakończenie eksploatacji
Wagony typu 1L wycofano z użycia na przełomie lat 70. i 80.